# Vooz
Vooz é um estúdio coreano focado na animação que utiliza de softwares gráficos e 3D. Produz o cartoon coreano Myo & Ga que é 3D e também a personagem Pucca, a qual inventou em meados de 2001. Pucca virou mania internacional e no Brasil estampa diversos materiais como mochilas, copos, móveis e bonecas. Tornou-se verdadeira febre no bairro oriental da Liberdade em São Paulo. 
Recentemente também no Brasil os personagens da Pucca foram distribuídos no McDonalds através do McLanche Feliz. 